# Renato Zero
Renato Zero, nome artístico de Renato Fiacchini, (Roma, 30 de setembro de 1950) é um cantor e compositor italiano. Também já fez trabalhos como ator e dublador.

## Discografia
Álbuns de estúdio
- 1973 - No! Mamma, no!
- 1974 - Invenzioni
- 1976 - Trapezio
- 1977 - Zerofobia
- 1978 - Zerolandia
- 1979 - EroZero
- 1980 - Tregua (duplo)
- 1981 - Artide Antartide (duplo)
- 1982 - Via Tagliamento 1965/1970 (duplo)
- 1983 - Calore (minialbum)
- 1984 - Leoni si nasce
- 1984 - Identikit Zero
- 1986 - Soggetti smarriti
- 1987 - Zero (duplo)
- 1989 - Voyeur
- 1991 - La coscienza di Zero (duplo)
- 1993 - Passaporto per Fonopoli (EP)
- 1993 - Quando non sei più di nessuno
- 1994 - L'imperfetto
- 1995 - Sulle tracce dell'imperfetto
- 1998 - Amore dopo amore
- 2000 - Tutti gli Zeri del mondo
- 2001 - La curva dell'angelo
- 2003 - Cattura
- 2005 - Il dono
- 2009 - Presente
- 2023 - Autoritratto

Álbuns ao vivo
- 1981 - Icaro (duplo)
- 1991 - Prometeo (duplo)
- 1999 - Amore dopo amore, tour dopo tour (duplo)
- 2004 - Figli del sogno (duplo)